# 班敍卡里烏帕齊拉
班敍卡里乌帕齐拉是孟加拉国吉大港縣的一个乌帕齐拉，位於吉大港专区的吉大港縣。。

## 人口
據1991年孟加拉國人口普查，班敍卡里共有戶數55,609戶，人口320,339人。其中男性佔比52.07%，女性佔比47.93%；成年人口151,875人。該地7歲以上人口之平均識字率為22.6%。